# R. L. Stine’s Und wieder schlägt die Geisterstunde: Das Monster, das ich rief
R. L. Stine’s Und wieder schlägt die Geisterstunde: Das Monster, das ich rief (Originaltitel: The Haunting Hour: Don’t Think About It), auch bekannt als The R. L. Stine’s Haunting Hour: Don’t Think About It und R. L. Stines: Und wieder schlägt die Geisterstunde ist ein Jugend-Horrorfilm von Alex Zamm aus dem Jahr 2007. Der Film beruht auf einer Idee von Dan Angel und Billy Brown, nach Motiven von R. L. Stine, der sich am Drehbuch beteiligte.

## Handlung
Cassie Keller ist mit ihren Eltern und ihrem nervigen Bruder Max Keller gerade in eine neue Stadt gezogen. Das Gothic-Mädchen hat sich noch nicht richtig einleben können und fristet ein Außenseiterdasein. Gerade als sie sich in Sean verguckt hat, schnappt sich die Schulschönheit Priscilla den attraktiven Teenager und lädt ihn zum Halloween-Ball ein.
Auf dem Nachhauseweg entdeckt Cassie einen neu eröffneten Halloween-Laden. Der Shop-Besitzer dreht ihr ein Buch über „Das Böse Ding“ an. Was sie nicht weiß: es handelt sich um ein Zauberbuch. Aus dem Buch nimmt Cassie die Idee, Priscilla zu blamieren. Priscilla wird bei dem Ball als „Kürbiskönigin“ gefeiert, doch Cassie hat die Kürbis-Piñata mit Spinnen gefüllt. Priscilla macht sich so lächerlich. Zur Rache wiegelt sie Sean auf, das Buch zu klauen. Dort nimmt sie die Idee für einen derben Halloween-Streich, lässt es dann wieder unbemerkt in Cassies Ranzen verschwinden.
Nach dem Trick-or-Treat ist Cassie angefressen. Ihr Bruder nervt sie. Zur Strafe liest sie ihm das Buch vor. In diesem Moment ertönt lautes Geräusch. Doch es sind nur Priscilla und Sean, die Cassie ängstigen. Anschließend schickt Cassie Max ins Bett. Doch das zweiköpfige „Böse Ding“ erscheint und schnappt sich einen Pizzaboten, Max und Priscilla. Es spinnt die drei als Futter für ihre Kinder ein.
Sean und Cassie stellen daraufhin den Shopbesitzer zur Rede, doch dieser verlässt mit einer kryptischen Antwort die Stadt. Auf sich allein gestellt locken sie das Monster in eine Falle. Sie ködern es mit Blut und bringen es dazu, dass die beiden Köpfe in Streit geraten und sich gegenseitig vernichten. So können alle drei befreit werden.
Anschließend versuchen sie das Buch zu verbrennen. Am Ende findet es jedoch Cassies und Max’ Vater und liest es laut vor. „Das böse Ding“ erwacht wieder.
Der Film endet mit einem Musikvideo von Emily Osment mit dem Titelsong.

## Hintergrund
Ursprünglich geplant war eine Serie von Filmen, die auf R. L. Stines Kurzgeschichtensammlung The Haunting Horror basierte. Doch die beiden Produzenten Dan Angel und Billy Brown, die bereits Gänsehaut – Die Stunde der Geister produziert hatten, wollten zunächst eine eigene Idee umsetzen. R. L. Stine diente als Drehbuch-Konsultant und brachte eigene Ideen ein.
Der Film wurde schließlich in Carnegie und im Cranberry Township, Pennsylvania von Oktober bis November 2006 gedreht und von Universal Studios produziert.
Der Film enthält eine prominente Produktplatzierung der Pizza-Kette Papa John's Pizza, die von Common Sense Media kritisiert wurde.
Der Film erschien am 4. September 2007 als DVD über Universal Studios Home Entertainment und wurde drei Tage später auf dem Cartoon Network ausgestrahlt. In Deutschland erschien der Film 8. Oktober 2009 als DVD. Die deutsche Fernsehpremiere fand am 31. Oktober 2009 auf RTL II statt.
Der Film ist ein Vorläufer der Serie R. L. Stine’s The Haunting Hour, die ab 2010 produziert wurde.

## Kritiken
Das Lexikon des internationalen Films schrieb: „Eine eher schlichte Geschichte mit mäßigen Effekten für Zuschauer von Hannah Montana und ähnlichen Jugendprodukten.“

## Nominierungen
Sowohl Cody Linley als auch Emily Osment waren bei den Young Artist Awards 2008 in der Kategorie Best Performance in a TV Movie, Miniseries or Special – Leading Young Actor beziehungsweise Best Performance in a TV Movie, Miniseries or Special – Leading Young Actress nominiert. Dan Angel und Billy Brown wurden für ihr Drehbuch für einen Writers Guild of America Award in der Kategorie Children's Script – Long Form or Special nominiert.